# III wojna samnicka
III wojna samnicka – zbrojny konflikt, toczony w latach 298–290 p.n.e. pomiędzy Rzymem z jednej strony a koalicją niezależnych ludów Italii (Samnitów, Lukanów, Sabinów) i Galów, do których przyłączyli się Etruskowie, z drugiej.
Wojna rozpętała się w 299 roku p.n.e., gdy do Italii od północy wkroczyli Galowie. Niemal od razu przyłączyły się do nich plemiona znad Padu i Etruskowie. Na południu walkę rozpoczęli Samnici, niepogodzeni z niekorzystnym dla siebie zakończeniem poprzedniej wojny z Rzymem, w wyniku której zostali odcięci od morza i swoich sojuszników Etrusków, oraz Lukanowie. W 298 roku p.n.e. konsulowi Lucjuszowi Korneliusowi Scipio udało się opanować Lukanię. Następnie na północnym froncie Rzym wyeliminował Etrusków. Z kolei Galowie w koalicji z Samnitami nacierali na Rzym od strony Umbrii. Zostali zatrzymani pod Sentium w 295 roku p.n.e. przez wojsko rzymskie, dowodzone przez Fabiusza Rullianusa i Publiusza Decjusza.
Wskutek rzymskiego zwycięstwa Galowie wycofali się z Italii, Umbrowie przyłączyli się do federacji rzymskiej, zaś Etruskowie w 294 roku p.n.e. zawarli z Rzymem pokój. Samnici do 290 roku p.n.e. toczyli dalsze walki, aż zostali krwawo spacyfikowani przez Maniusza Kuriusza Dentatusa. Wojna zakończyła się zawarciem pokoju, jednym z postanowień którego było zachowanie niezależności przez Samnitów w obrębie własnego terytorium.